# ATC-kod P02: Medel vid maskinfektion
ATC-kod P02: Medel vid maskinfektion är en del av klassificeringssystemet ATC (Anatomical Therapeutic Chemical Classification System) för läkemedel och vissa andra medicinska produkter. ATC utvecklas av WHO och består av alfanumeriska koder indelade i grupper utifrån anatomi, medicinsk funktion och läkemedelstyp på 5 olika kodnivåer. Denna sida utgör innehållet i en specifik grupp på nivå 2.

## P02B Medel mottrematoder

### P02BAKinolinderivatoch besläktade substanser
P02BA01 Prazikvantel
P02BA02 Oxamnikin

### P02BB Organiskafosforföreningar
P02BB01 Metrifonat

### P02BX Övriga medel mot trematoder
P02BX01 Bitionol
P02BX02 Niridazol
P02BX03 Stibofen
P02BX04 Triklabendazol

## P02C Medel motnematoder

### P02CABensimidazolderivat
P02CA01 Mebendazol
P02CA02 Tiabendazol
P02CA03 Albendazol
P02CA04 Ciclobendazol
P02CA05 Flubendazol
P02CA06 Fenbendazol
P02CA51 Mebendazol, kombinationer

### P02CBPiperazinoch derivat
P02CB01 Piperazin
P02CB02 Dietylkarbamazin

### P02CCTetrahydropyrimidiner
P02CC01 Pyrantel
P02CC02 Oxantel

### P02CEImidazotiazolderivat
P02CE01 Levamisol

### P02CFAvermektiner
P02CF01 Ivermektin

### P02CX Övriga medel mot nematoder
P02CX01 Pyrvin
P02CX02 Befen

## P02D Medel motcestoder

### P02DASalicylsyraderivat
P02DA01 Niklosamid

### P02DX Övriga medel mot cestoder
P02DX01 Desaspidin
P02DX02 Diklorofen

### Engelska
- WHO Collaborating Centre for Drug Statistics Methodology - ATC Index
- WHO Collaborating Centre for Drug Statistics Methodology - ATCvet Index

### Svenska
- SIL online
- FASS.se - ATC
- FASS.se - Veterinär-ATC
- Sök läkemedelsfakta - Läkemedelsverket
- Socialstyrelsen : Klassifikationer
- Nationellt produktregister för läkemedel - NPL